# Marcus Licinius Crassus Frugi (Konsul 64)

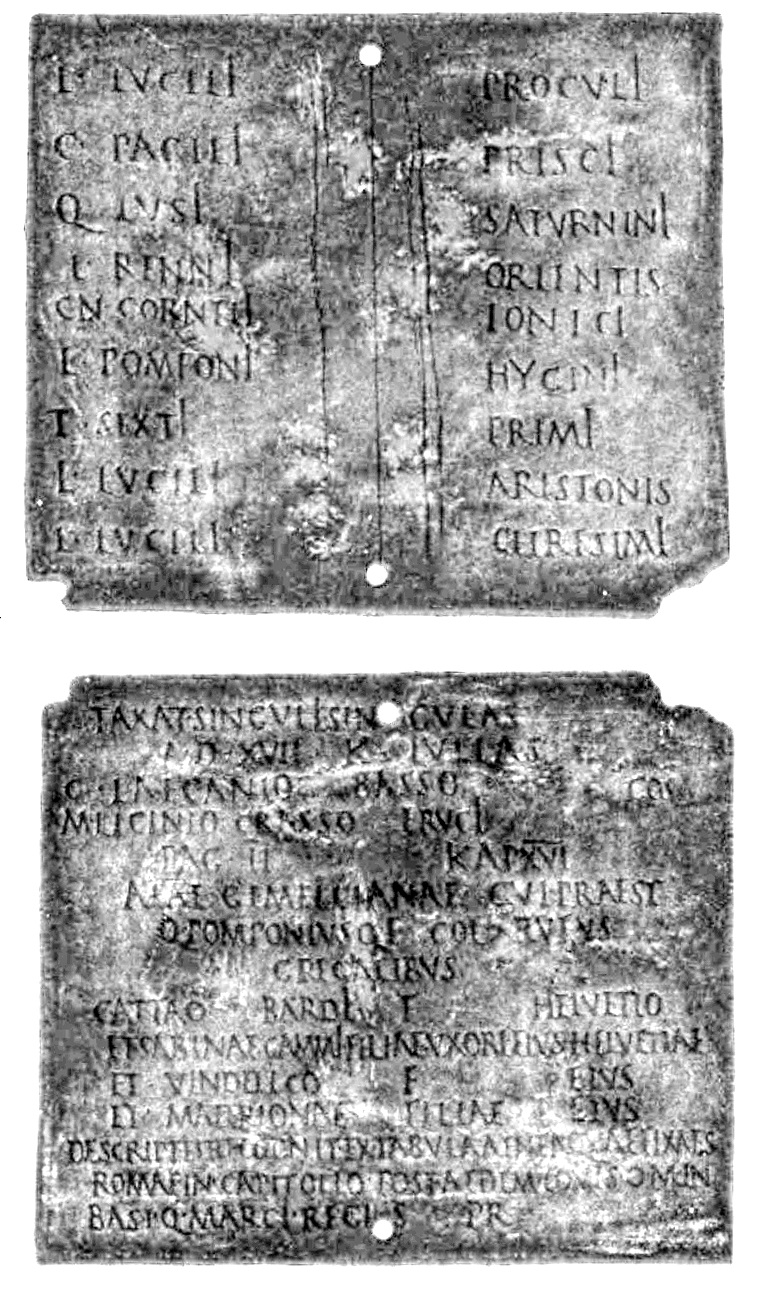
Das Militärdiplom von 64 n. Chr.

Marcus Licinius Crassus Frugi war ein im 1. Jahrhundert n. Chr. lebender römischer Politiker. In einer Inschrift wird sein Name als Marcus Crassus Frugi angegeben.
Marcus Licinius Crassus, Sohn des gleichnamigen Konsuls und der Scribonia, wurde vermutlich um das Jahr 31 geboren. Er war wahrscheinlich der zweitgeborene Sohn. Die Katastrophe, die seine Familie 46/47 traf, überstand er, da er sich nicht in Rom befand. Von seiner Ämterlaufbahn ist nur bekannt, dass er im Jahr zusammen mit Gaius Laecanius Bassus Konsul war. Das Konsulnpaar ist auch durch Inschriften belegt.
Crassus war mit Sulpicia Praetextata verheiratet, die vermutlich aus dem patrizischen Geschlecht der Sulpicier stammte, möglicherweise als Tochter des Quintus Sulpicius Camerinus, Konsul im Jahr 46. Das Paar hatte mehrere Kinder, von denen im Jahr 70 noch vier lebten, darunter Praetextata. Ein weiteres Kind, Scribonianus Camerinus, war zu diesem Zeitpunkt bereits verstorben.
Wie sein Vater unter Kaiser Claudius fand Crassus unter Kaiser Nero ein gewaltsames Ende. Die genaue Zeit und die Umstände seines Sturzes sind unklar, aber Marcus Aquilius Regulus trat als Ankläger auf. Vermutlich wurde Crassus zusammen mit anderen Mitgliedern der Nobilität, einschließlich seines  mutmaßlichen Schwiegervaters Camerinus, gerichtlich verfolgt. Sein Reichtum und der Umstand, dass sein Grundbesitz nahe dem Prätorianerlager lag, könnten eine Rolle gespielt haben. Sulpicia Praetextata und ihre Kinder wurden vermutlich verbannt. Nach Neros Tod kehrte Sulpicia mit den Kindern nach Rom zurück.